# Santa Maria Goretti (Porto Alegre)
Santa Maria Goretti é um bairro da zona norte da cidade brasileira de Porto Alegre, capital do estado  do Rio Grande do Sul. Foi criado pela Lei 2.688 de 25 de dezembro de 1963.

## Histórico[1]

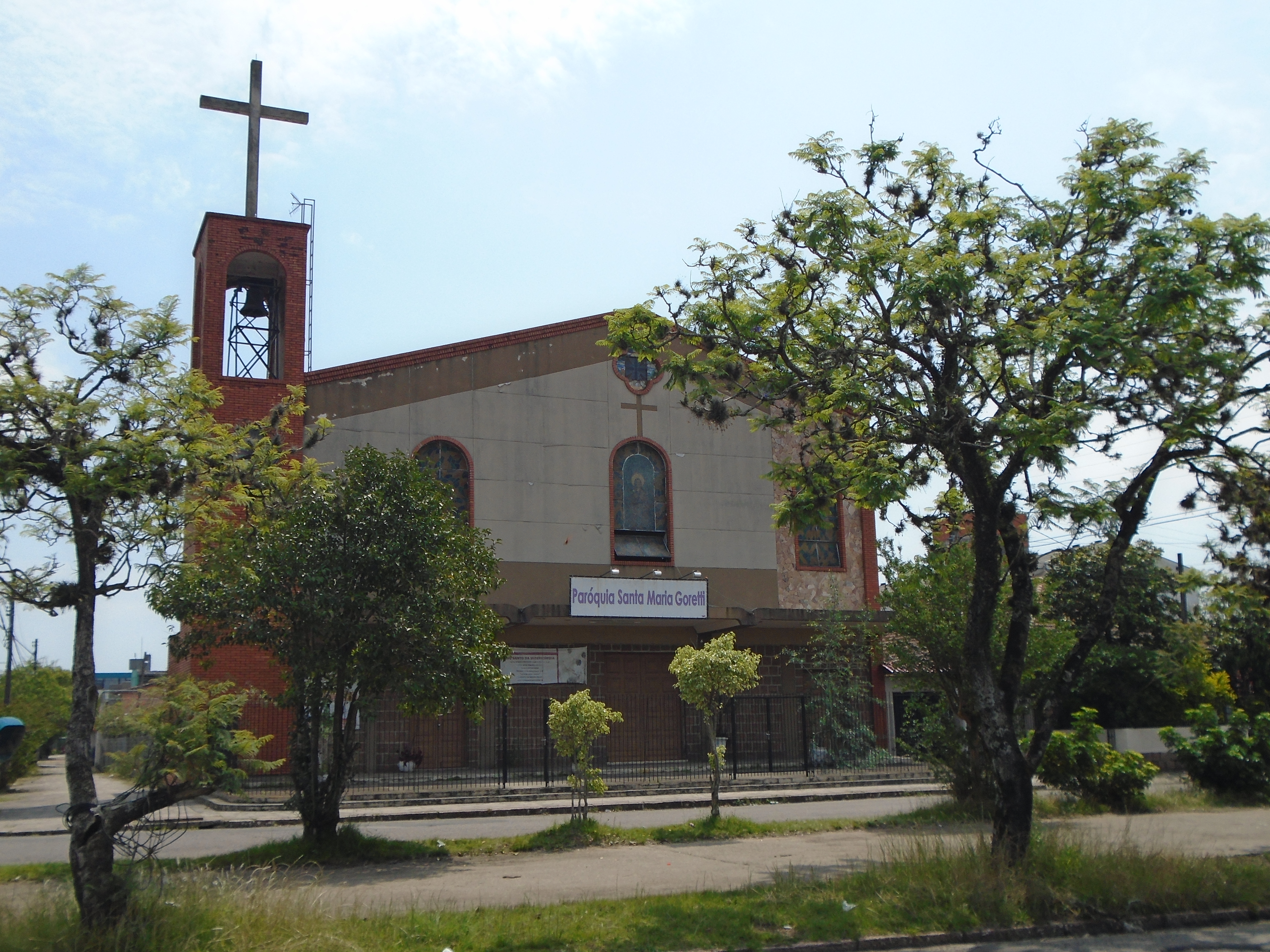
Igreja Santa Maria Goretti

A origem do bairro Santa Maria Goretti está ligada ao povoamento do bairro Passo d'Areia. A Avenida Sertório é a via mais importante da região, e remonta as últimas décadas do século XIX, como mostra um requerimento de Dona Margarida Teixeira Paiva e outros proprietários do Caminho Novo (atual Voluntários da Pátria), na qual são oferecidos terrenos para abertura de uma rua que fizesse a comunicação entre a região e a estrada para Gravataí.

## Características atuais
É um bairro com características residenciais e comerciais. No trecho da Avenida Sertório pertencente ao bairro, concentra-se o comércio de automóveis e peças automotivas.

## Pontos de referência
- Paróquia Santa Maria Goretti, na Avenida São Gonçalo, 250;
- Esporte Clube São José, clube esportivo, conhecido como Zequinha e O Mais Simpático do RS.
- Centro de Comunidade Primeiro de Maio (CEPRIMA)

## Limites atuais
Rua 25 de Julho, da esquina da Avenida Assis Brasil até a Avenida Sertório; desta, até a Rua Carneiro da Fontoura; da Rua Carneiro da Fontoura, na esquina da Avenida Sertório, até a esquina da Rua Visconde de Pelotas; desta, da esquina da Rua Carneiro da Fontoura até a Avenida Rio São Gonçalo com esquina da Avenida Assis Brasil; e, desta, até a esquina da Rua 25 de Julho.
Seus bairros vizinhos são: São João, Passo d'Areia e Jardim São Pedro.